# 綾川站
綾川站（日语：／ Ayagawa eki */?）是一個位於日本香川縣綾歌郡綾川町、屬於高松琴平電氣鐵道（琴電）琴平線的鐵路車站，車站編號為K14，原屬無人車站，不過由於使用人數持續高企，在剛好開站十周年的2023年12月15日，終於轉為有人站，取代了瀧宮站成為一宮站與琴電琴平站之間唯一的有站員駐守的中途站。
本站是現時琴電鐵路站中第二新的車站，於2013年12月開業，車站的設立主要是因為在附近不遠的地方開設了四國島內最大型的購物商場Aeon Mall 綾川，作為綾川町、甚至是附近城市的消費娛樂需要，因而決定在此增設車站。開站後使用量一直高企，但車站附近的民居其實不多，由此可以推斷使用本站者，大多數乃前往Aeon Mall或利用車站廣場以轉乘其他交通公具。
此外，本站雖定名為「綾川」，但所在地卻並非綾川町的中心區（町役所設於瀧川站附近），由於綾川町乃是2006年因着平成大合併下新成立的自治體，過往並沒有其他的自治體曾以「綾川」命名，所以便直接採用作新車站名稱。

## 車站結構
沒有站房，而是與車站廣場結合起來，利用隔板及欄杆將車站月台及其他交通候車區分隔開。出入口設於中央位置，長度為80米，有足夠位置讓4輛編成的列車停靠，另設有1座男、女獨立洗手間，位於車站廣場的外圍。
2023年12月改為有人站後，於出入口外放置了一座更亭式的臨時站務室。

### 月台
在車站廣場規劃下，變成了設有側式月台1個，中央部份裝有長約40米的月台上蓋。出、入站專用的IC卡感應器設於車站出入口的中央位置，而簡易式自動售票機、候車座椅及自動販賣機等均設於出入口旁的候車間。由於是新式車站，候車座椅全為以金屬物料所製造的個人座模式，有別於其他車站仍採用的木製長櫈，發車資訊亦採用了LED式電子顯示屏，而非其他車站所採用的燈箱式發車顯示。列車到站時，往高松築港方向為右側上落，往琴平方向則為左側上落。
| 路線     | 方向 | 目的地             | 備註 |
| -------- | ---- | ------------------ | ---- |
| ■ 琴平線 | 上行 | 高松築港方向       |      |
| ■ 琴平線 | 下行 | 瀧宮、琴電琴平方向 |      |

## 歷史
- 2013年12月15日：開業[1]。
- 2023年12月15日：轉為有人站[2]。

## 使用狀況
| 1日上落人數推斷 | 1日上落人數推斷 |
| 年度            | 1日平均人數     |
| --------------- | --------------- |
| 2013            | 866             |
| 2014            | 1,119           |
| 2015            | 1,295           |
| 2016            | 1,364           |
| 2017            | 1,331           |
| 2018            | 1,374           |
| 2019            | 1,428           |
| 2020            | 1,246           |
| 2021            | 1,246           |
| 2022            | 1,400           |

## 相鄰車站
高松琴平電氣鐵道（琴電）
■琴平線
陶 (K13) - 綾川 (K14) - 瀧宮 (K15)

## 外部連結
- 高松琴平電鐵綾川站資訊 （页面存档备份，存于）（日語）